# 穆雷 (愛荷華州)
穆雷（英語：Murray）是一個位於美國愛荷華州克拉克縣的城市。

## 地理
穆雷的座標為41°02′36″N 93°57′00″W / 41.04333°N 93.95000°W，而該地的平均海拔高度為371米（即1217英尺）。

## 人口
根據2010年美國人口普查的數據，穆雷的面積為2.05平方千米，當中陸地面積為2.05平方千米，而水域面積為0.00平方千米。當地共有人口756人，而人口密度為每平方千米368人。